# Фунікулер Ла-Кудре — Шомон

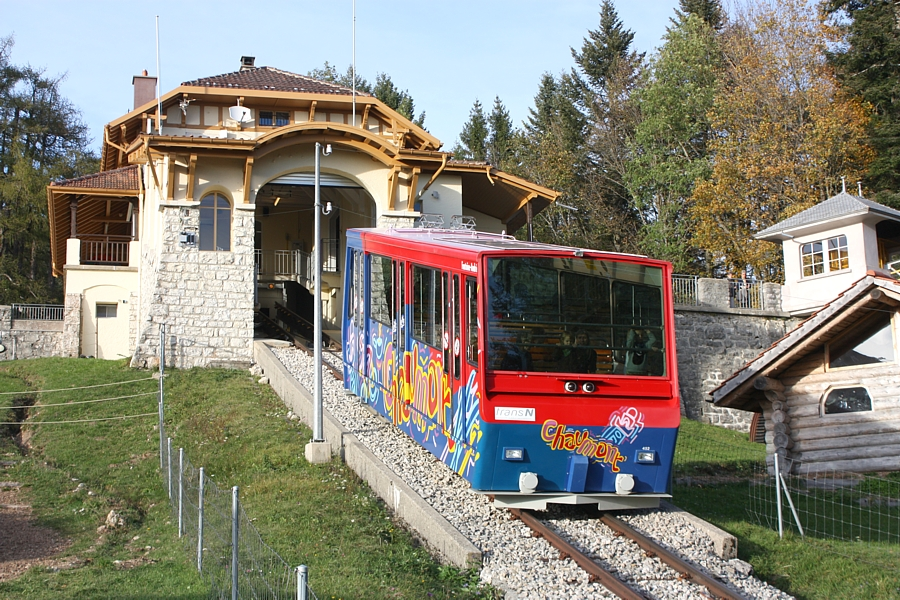
Єдиний вагон, що залишає верхню станцію Шомон

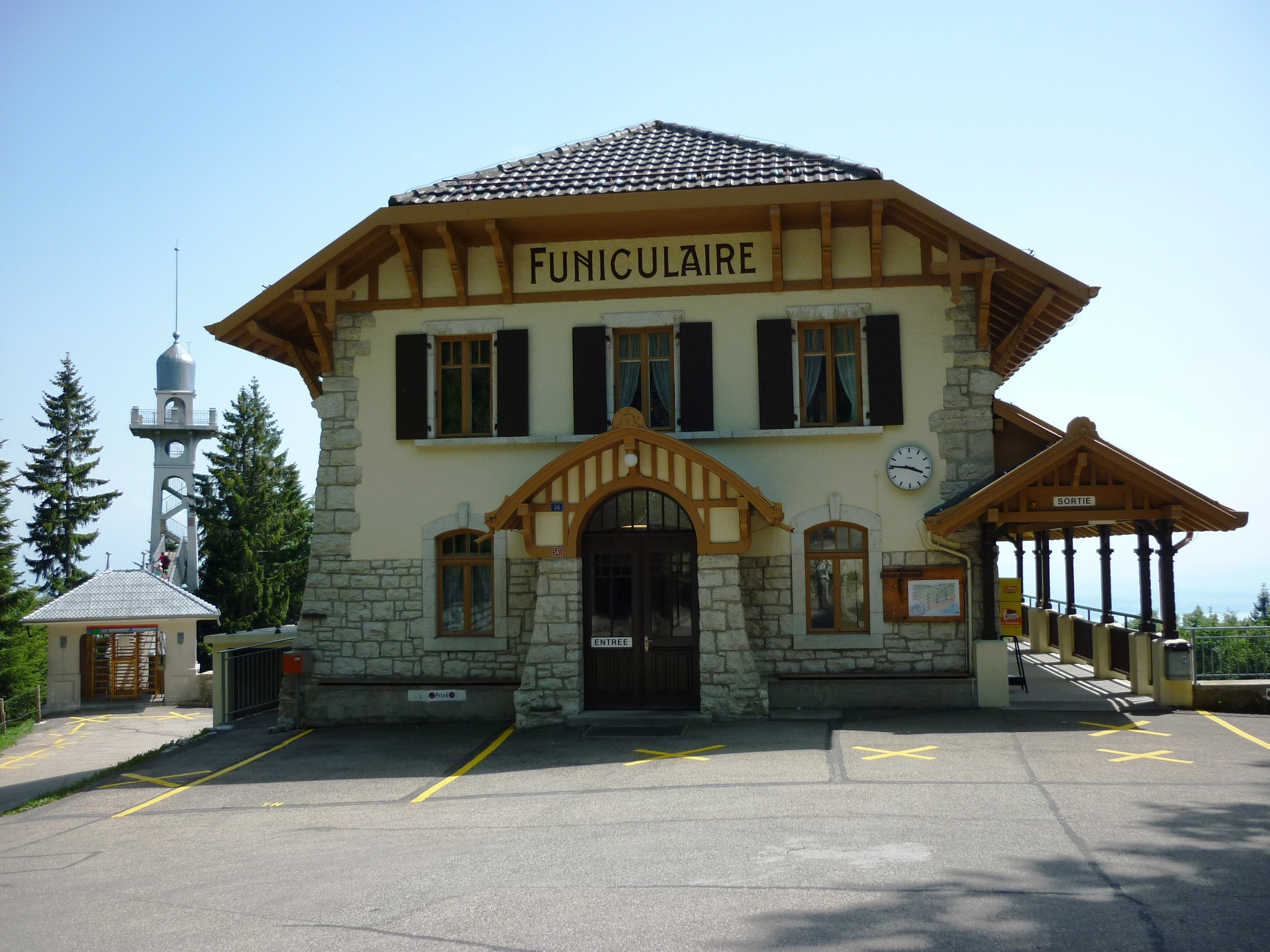
Станція Шомон

Фунікулер Ла-Кудре — Шомон (фр. Funiculaire de Chaumont) — один з трьох фунікулерів громадського транспорту міста Невшатель, Швейцарія; сполучає Ла-Кудре з горою Шомон. Відкрито 17 вересня 1910 р.
З самого відкриття фунікулер було електрифіковано, і він мав два вагони. В 2007 році фунікулер було модернізовано, було введено нову потужнішу машину, за для вилучення одного з двох вагонів.
По демонтажу вагон № 451 було зрізано на металобрухт.

## Технічні дані
- Довжина в експлуатації: 2 097,5 метри
- Загальна довжина: 2102 метрів
- Різниця у висоті: 570 метрів
- Похил: від 145 до 460 ‰
- Ширина колії: 988 мм
- Швидкість: 5 м/с
- Ємність: 70 + 1, з них 28 сидячих
- Потужність машини: 335 кВт
- Модернизації: 1995, 2007
- Виробники: Von Roll, CWA